# Famille Morel-Journel
Pour les articles homonymes, voir Morel.
La famille Morel-Journel  est une famille française de la bourgeoisie lyonnaise, active notamment dans le commerce de la soie depuis le XIXe siècle. L'entreprise familiale, la maison Morel-Journel, fondée en 1811, était le dernier négociant en soie encore actif en France au début du XXIe siècle.

## Origines
La famille Morel-Journel représente l'une des branches de l'honorable et très ancienne famille MOREL (recensée depuis 1274) originaire de Genay, dans le Franc-Lyonnais, la famille se fixera par la suite à Lyon même au XVIIe siècle. 

## Travail puis commerce de la soie
Dès le XVIIe siècle, peu après l'arrivée à Lyon, les activités de la famille se concentrent dans le travail de la soie. Né en 1662, Jean-François Morel est maître teinturier de soie, activité reprise par son fils Leu Henry et son petit-fils Alexandre. L'entreprise familiale, fondée en 1689, est cependant liquidée en 1790. Eprouvée par la révolte des deux sous, elle ferme ses portes à la chute du consulat de Lyon à la suite de nombreux ateliers de tissage. À cette époque, Joseph Morel, petit-fils de Leu-Henry, devient commis dans une fabrique de soieries puis agent de change près de la Bourse de Lyon, responsable du commerce de la soie. Il exerce cette fonction pendant 18 ans jusqu'en 1817. Son fils Joseph-Hilaire, né en 1812, opte également pour le commerce de la soie et fonde plusieurs sociétés successives. Au moment de la révolution de 1848, il liquide cependant son entreprise et se contente dès lors de vivre de ses rentes. Ennemond, fils aîné de Joseph-Hilaire, poursuit dans le commerce international de la soie et intègre la maison Arlès-Dufour dont il devient rapidement fondé de pouvoir.
En 1885, après le rachat du fonds de la société Arlès-Dufour, Ennemond Morel constitue une nouvelle société, Chabrières, Morel et Cie en s'associant avec Auguste Chabrières, petit fils d'Arlès-Dufour, et Victor Bizot. Cette entreprise deviendra, entre 1890 et 1920, l'une des toutes premières entreprises du secteur du commerce du fil de soie grège. En 1930, la société se scinde en deux entités : Morel-Journel et Cie à Lyon et Chabrières et Cie à Marseille. Dans les années 1930, la maison Morel-Journel diversifie ses activités dans les textiles artificiels en commercialisant les produits de la Société lyonnaise des textiles. Cette diversification lui permet de survivre à la Seconde Guerre mondiale et à l'interruption du commerce international de la soie. À partir des années 1950, elle importe des tissus de soie bruts de Chine, et après 1965, c'est la commercialisation de fils techniques en provenance du Japon qui prend  une part importante de l'activité de la société et permet de compenser la disparition, entre 1956 et 1996, de 95 % de sa clientèle de soyeux lyonnais.
Successivement présidée, à la suite d'Ennemond, par Henry, Hugues et Bernard Morel-Journel, la maison a été dirigée depuis 1995 par Christian Morel-Journel. Elle a été active jusqu'en 2013 dans le négoce du fil et du tissu brut de soie, de fils artificiels et synthétiques moulinés,. Devenue société anonyme en 1952, l'entreprise n'a toujours possédé qu'un actionnariat familial jusqu'à l'arrêt de son activité en 2013. Les archives de l'entreprise sont désormais conservées au service d'archives du département du Rhône et de la métropole de Lyon.

## Généalogie
- Jean-Baptiste Louis Morel (1744-1821), prévôt, professeur au Collège royal de chirurgie de Lyon, marié à Catherine Pleney (1744-1824)
  - Joseph Morel (1777-1860), agent de change, conseiller général et adjoint au maire de Lyon par ordonnance royale du 2 février 1835[Note 1], marié à Jenny Bubaton (1785-1868)
    - Joséphine Morel (1807-???), mariée à Joannès Gourd
    - Élisa Morel (1808-1843), mariée à Laurent Vachon (1797-1878)
    - Anaïs Morel (1810-1845)
    - Joseph-Hilaire Morel (1812-1886), fabricant et commissionnaire en soierie, membre de la Commission municipale de Lyon sous le Second Empire, marié à Fanny Paulinier (1825-1886)
      - Ennemond Morel[12] (1847-1934), importateur de soies et administrateur du Crédit lyonnais, vice-président de la Chambre de commerce de Lyon, marié à Albine Journel (1854-1949)
        - Henry Morel-Journel[Note 2] (1876-1955), importateur de soies, président de sociétés (Compagnie des chemins de fer de Paris à Lyon et à la Méditerranée, etc), de la Chambre de commerce de Lyon (1934-1937), de la Société de géographie de Lyon et de la Société d'économie politique et d'économie sociale de Lyon, membre du Conseil d'Escompte de la Banque de France, marié en 1901 à Thérèse Gindre (1879-1965), fille de Claude Gindre et de Zoé Payen
          - Marie Marguerite Morel-Journel (1902-1997), mariée à Jean Noël du Payrat (1894-1982), polytechnicien, général de brigade
            - Jacqueline Noël du Payrat (1924-2012), mariée à Philippe Frederic-Moreau (1916-1985), vice-amiral
            - Henry Noël du Payrat (1925-1949)
            - Solange Noël du Payrat (1929), mariée à Hubert Pithois (1925-2007), colonel
            - Guillemette Noël du Payrat (1933), mariée en premières noces à Rene Molle (1933-1957), en secondes noces à Jean Proudhon (1933)
            - Francois Noel du Payrat (1944-2006), marié à Brigitte Blondeau-Danne (1949)

          - Albine Morel-Journel (1903-1995), mariée à Pierre Noël du Payrat (1899-1981), polytechnicien, directeur-adjoint au Crédit Lyonnais
            - Michel Noël du Payrat (1925-2020), Général de Corps d'Armée, marié à Jacqueline de Laulanié de Sainte-Croix (1923)
            - Gérard Noël du Payrat (1926-2009), marié à Nicole de Truchis de Lays (1930-2014)
            - Jeanne-Marie Noël du Payrat (1928), mariée à Bertrand d'Illiers (1927-2005)
            - France Noël du Payrat (1930-1930)
            - Françoise Noël du Payrat (1932), mariée à Michel d'Orival (1929)
            - Xavier Noël du Payrat (1934), marié à Jacqueline Drevon-Clerc
            - Eveline Noël du Payrat (1936), mariée à Dominique de La Chapelle (1935)
            - Armand Noël du Payrat (1938), marié à Véronique de Place (1946)
            - Violaine Noël du Payrat (1941), mariée à Robert Fabre (1930-2008)
            - Jean-Louis Noël du Payrat (1946), marié à Marie-Noëlle Guibert (1948)

          - Hugues Morel-Journel (1907-1997), marchand de soie, président de la Chambre de commerce de Lyon (1960-1963), vice-président de la Caisse d'épargne de Lyon, administrateur de la Banque de France, marié en 1931 à Alyette de La Garde de Saignes (1912-2001);
            - Albine Morel-Journel (1932), mariée à Philippe Desgaultières
            - Bernard Morel-Journel (1933), importateur de soies, président de l'Association internationale de la Soie (1988-1991), marié à Dominique Truchot
            - Chantal Morel-Journel (1935), mariée à Hubert Villiers
            - Anne Morel-Journel (1937), mariée à Jean-Marc Truchot
            - François-Régis Morel-Journel (1939), marié à Marie-Elisabeth Guérin
            - Guy Morel-Journel (1941-2013), marié à Pascale Faÿsse
            - Claire Morel-Journel (1946-1988), mariée à Dominique Wattez
            - Didier Morel-Journel (1950), marié à Dominique Maignot
            - Christian Morel-Journel (1952), marchand de soies, trésorier de l'Association Internationale de la Soie (1999-2004), marié à Christel Figon

          - Marie-Solange Morel-Journel (1910-2001)
          - Bertrand Morel-Journel (1919-2013)
          - Arlette Morel-Journel (1921-2004)

        - Jeanne Morel-Journel[Note 2] (1879-1966), mariée à Jacques Bizot (1867-1959), inspecteur général des finances et membre du conseil d'escompte de la Banque de France
        - Georges Morel-Journel (1883-1972)[Note 2], marié à Marguerite de La Brosse (1894-1965)
          - Suzanne Morel-Journel (1914-1945)
          - France Morel-Journel (1916-2007), mariée à Guy Balmont (1909-1971)
          - Hélène Morel-Journel (1920-1991), mariée à Yves Perrin (1912-1983)
          - Cécile Morel-Journel (1921-2004), mariée à Anthelme Perrin (1912-2002)
          - Anne Morel-Journel (1924-1986)

        - Jacques Morel-Journel[Note 2] (1888-1976), marié à Odette du Pac de Marsolies de Badens (1896-1929)
          - Colette Morel-Journel (1919-2010), mariée à Charles Brac de La Perrière (1916-1956)
          - Magali Morel-Journel, mariée à Maurice de La Bourdonnaye-Blossac (1921-???)
          - Ennemond Morel-Journel
          - Jacqueline Morel-Journel (1922-2009)

      - Edgar Morel (1848-1926), polytechnicien, officier d'artillerie, directeur adjoint de l'artillerie à Lyon, marié à Elisabeth Giraudet de Boudemange (1852-???)
        - Gabriel Morel (1884-1985), marié à Hélène Rouvier (1887-1956)
          - Alice Morel (1914-2002), mariée à Jean-Louis Hirschauer (1915-1989)

      - Théodose Morel (1852-1886), ingénieur des arts et manufactures, marié à Marguerite Germain de Montauzan (1851-1937)
        - Charles Morel (1876-1925), marié à Marthe Blondel (1881-???)
        - Marie Morel (1879-1975), mariée à Charles Raffin (1874-???)
        - Robert Morel (1881-1946), marié à Marthe Raymond (1884-1959)
          - Marguerite Morel (1910-???)
          - Elisabeth Morel (1912-2003), mariée à Henry Gouttenoire (1904-1982)
          - Tom Morel (1915-1944), Saint-Cyrien, lieutenant d'infanterie alpine, résistant, compagnon de la Libération, mort pour la France, marié à Marie Germaine Lucie Lamy (1919-2010)
            - Robert Morel (1939-1961), Saint-Cyrien, lieutenant d'infanterie, mort pour la France
            - Philippe Morel (1940-2010), vice-amiral, président de l'association des familles des Compagnons de la Libération, marié à Annick Marchand
              - Constance Morel, mariée à Hubert de Reviers de Mauny
              - Sibylle Morel, mariée à Guillaume Piot
              - Astrid Morel, mariée à Loïc Bourillet
              - Axelle Morel, mariée à Gonzague Blaudin de Thé
              - Alban-Théodose Morel, marié à Anne-Sophie Viel
              - Ivan Morel, marié à Florence Heulhard de Montigny
              - Alexis Morel, marié à Marie-Violaine Flichy

            - François Morel (1941-1944)

          - Raymond Morel
          - Bernard Morel

        - Geneviève Morel (1883-???)

      - Amélie Morel (1856-1927), mariée à Léopold Vavin (1843-1875)

  - Alexandre Morel (1781-1858)